# Dongkya
Dongkya és una muntanya de Sikkim a la frontera amb Tibet 27° 59′ N, 88° 48′ E / 27.983°N,88.800°E a uns 80 km a l'est de Kinchinjunga, on les muntanyes Chola deixen les muntanyes Himàlaia. L'altura és de 7.189 metres i el conegut pas de Dongkya es troba a una altura de 5.700 metres, al capdamunt de la vall de Lachung i a uns 6 km a l'oest del cim.